# Regionalflughafen Rapid City

i8
i11
i13
Der Rapid City Regional Airport (IATA-Code: RAP, ICAO-Code: KRAP) ist ein öffentlicher Flughafen, 14 km südöstlich von Rapid City im Pennington County, South Dakota in den Vereinigten Staaten.

## Flughafendaten
Er hat eine Betonpiste mit 2652 m Länge und 46 m Breite und eine Asphaltpiste mit 1098 m Länge und 23 m Breite. Die Fläche des Flughafens beträgt 670 ha. Die Seehöhe beträgt 976 m.

## Geschichte
Der Flughafen wurde 1942 als Rapid City Army Air Base gebaut. Im Jahr 1945 wurde er unter zivile Kontrolle gestellt und zum Verkehrsflughafen.
Ab 1959 flog Frontier Airlines (1950) mit Douglas DC-3 und Lockheed L-188 Electra die Route Bismark – Billings – Salt Lake City – Rapid City – Denver, ab 1961 Rapid City – Jackson – Salt Lake City nach Albuquerque – Phoenix – Tucson. Ab 1964 nutzte Frontier Convair CV-580, ab 1967 Boeing 727. Frontier Airlines wurde 1985 von People Express Airlines übernommen und diese wiederum 1986 von Continental Airlines. Bis zu diesem Zeitpunkt wurde Rapid City von Frontier bedient.
Western Airlines flog ab 1951 mit Douglas DC-3 die Route Minneapolis/Saint Paul – Rapid City – Denver – Billings – Great Falls. Ab 1954 Las Vegas – Salt Lake City – Rapid City – Minneapolis/Saint Paul; ab 1958 mit Douglas DC-6. Western flog Rapid City bis 1985 an.

### Flugpläne von 1975 bis 2005
(Fluggesellschaft – Flugzeugtyp – Flugziele)

#### 15. April 1975
- Flugpläne[10]
  - Frontier Airlines (1950) – Boeing 737-200 – Bismarck, Denver, Minot;
  - North Central Airlines – Convair CV-580, McDonnell Douglas DC-9-30 – Pierre, South Dakota
  - Western Airlines – Boeing 737-200 – Casper, Wyoming; Minneapolis/Saint Paul, Minnesota; Pierre, Salt Lake City

#### 15. November 1979
- Flugplan[11]
  - Frontier Airlines (1950) – Boeing 737-200 – Bismark, North Dakota; Denver, Colorado; Fargo, North Dakota; Minot, North Dakota
  - Real West Airlines – Cessna – Bowman, North Dakota; Gillette, Wyoming
  - Republic Airlines (1979–1986) – Convair CV-580, McDonnell Douglas DC-9-50 – Pierre
  - Western Airlines – Boeing 737-200 – Casper, Denver, Minneapolis/Saint Paul, Pierre

#### 1. April 1981
- Flugplan[12]
  - Frontier Airlines (1950) – Boeing 737-200 – Bismark, Denver, Fargo, Minot
  - Pioneer Airlines – Beechcraft Model 99 – Chadron, Nebraska
  - Republic Airlines (1979–1986) – Convair CV-580, Douglas DC-9-30 – Pierre
  - Western Airlines – Boeing 737-200 – Casper, Denver, Minneapolis/Saint Paul, Pierre

#### 15. Februar 1985
- Flugplan[8]
  - Continental Express (durchgeführt von Pioneer Airlines) – Fairchild Swearingen Metroliner – Denver, Colorado; Dickinson, North Dakota
  - Frontier Airlines (1950) – Boeing 737-200 – Denver, Minot
  - Mesaba Airlines – Beechcraft Model 99, Fokker F-27 – Pierre
  - Republic Airlines (1979–1986) – McDonnell Douglas DC-9-10, McDonnell Douglas DC-9-50 – Sioux Falls, South Dakota
  - United Airlines – Boeing 727-200, Boeing 737-200 – Denver
  - Western Airlines – Boeing 727-200, Boeing 737-200 – Bismarck, Casper, Salt Lake City, Sioux Falls

#### 15. Dezember 1989
- Flugplan[13]
  - Continental Express – ATR 42, Beechcraft 1900 – Denver, Pierre
  - Delta Air Lines – Boeing 737-200 – Casper, Salt Lake City, Sioux Falls
  - Northwest Airlines – McDonnell Douglas DC-9-30 – Minneapolis/Saint Paul
  - United Airlines – Boeing 737-200 – Sioux Falls
  - United Express (durchgeführt von Aspen Airways) – Convair CV-580 – Denver

#### 1. Oktober 1991
- Flugplan[14]
  - Airvantage – Fairchild Swearingen Metroliner – Sioux Falls
  - Continental Express – ATR 42, Beechcraft 1900 – Denver, Pierre
  - Delta Air Lines – Boeing 727-200, Boeing 737-200 – Casper, Salt Lake City, Sioux Falls
  - Northwest Airlines – McDonnell Douglas DC-9-10, McDonnell Douglas DC-9-30 – Minneapolis/Saint Paul
  - United Airlines – Boeing 737-200 – Sioux Falls
  - United Express (durchgeführt von Mesa Airlines) – Beechcraft 1900, Embraer EMB-120 Brasilia

#### 2. April 1995
- Flugplan[15]
  - Airvantage – Fairchild Swearingen Metroliner – Pierre
  - Delta Connection (durchgeführt von SkyWest Airlines) – Bombardier Challenger 600 – Salt Lake City, Sioux Falls
  - Northwest Airlines – McDonnell Douglas DC-9-30 – Minneapolis/Saint Paul
  - United Express (durchgeführt von Mesa Airlines) – de Havilland Canada DHC-8 – Denver

#### 1. Juni 1999
- Flugplan[16]
  - Horizon Air – de Havilland Canada DHC-8 – Portland, Oregon, Seattle/Tacoma, Washington
  - United Express (durchgeführt von SkyWest Airlines) – Embraer EMB-120 Brasilia – Portland, San Francisco

#### Juni 2001
- Flugplan[17]
  - Delta Connection (durchgeführt von Atlantic Southeast Airlines) – Bombardier CRJ200 – Salt Lake City
  - Northwest Airlines – McDonnell Douglas DC-9-10, McDonnell Douglas DC-9-30/40/50 – Minneapolis/Saint Paul
  - United Express (durchgeführt von Air Wisconsin) – British Aerospace BAe-146, Dornier 328 – Denver

#### März 2005
- Flugplan[18]
  - Delta Connection – (durchgeführt von SkyWest Airlines) – Bombardier CRJ200 – Salt Lake City
  - Northwest Airlines – McDonnell Douglas DC-9-30 – Minneapolis/Saint Paul
  - Northwest Airlink (durchgeführt von Mesaba Airlines) – Minneapolis/Saint Paul
  - United Express (durchgeführt von Mesa Airlines) – de Havilland Dash 8-200 – Denver
  - United Express (durchgeführt von SkyWest Airlines) – Bombardier CRJ200, Embraer EMB-120 Brasilia – Denver

## Flugbetrieb
Im Jahre 2022 wurden 331.345 Passagiere befördert. Im selben Jahr fanden 43.805 Flugbewegungen statt, davon 10.992 lokale Bewegungen, 16.491 Zwischenlandungen, 6.560 Air-Taxi-Flüge, 7.754 Frachtflüge und 2008 militärische Flüge statt. In diesem Jahr waren hier 59 einmotorige und 11 zweimotorige Flugzeuge sowie 2 Jetflugzeuge und 5 Hubschrauber stationiert.
Die wichtigsten Fluggesellschaften für den Flughafen sind Delta Air Lines, United Airlines, American Airlines, Allegiant Air und Sun Country Airlines.